# Hohenberg-Krusemark
Hohenberg-Krusemark è un comune di 1 196 abitanti della Sassonia-Anhalt, in Germania.

Appartiene al circondario (Landkreis) di Stendal (targa SDL) ed è parte della comunità amministrativa (Verwaltungsgemeinschaft) di Arneburg-Goldbeck.

## Geografia antropica

### Suddivisioni amministrative
Il territorio comunale si divide in 10 zone (Ortsteil), corrispondenti al centro abitato di Hohenberg-Krusemark e a 9 frazioni:
- Hohenberg-Krusemark (centro abitato), con le località:
  - Hohenberg
  - Krusemark
- Altenzaun
- Gethlingen
- Groß Ellingen
- Hindenburg
- Klein Ellingen
- Klein Hindenburg
- Osterholz
- Rosenhof
- Schwarzholz